# Gonzalo Maza
Gonzalo Maza (1975) és un periodista, crític de cinema, guionista i director de cinema xilè. Com a guionista, va escriure quatre dels llargmetratges de Sebastián Lelio, tres d'ells en col·laboració amb el director, inclòs Una mujer fantástica (2017), pel·lícula amb la qual van guanyar l'Os de Plata al millor guió en el Festival Internacional de Cinema de Berlín. La cinta a més va guanyar un premi Oscar en la categoria de millor pel·lícula internacional.

## Biografia
Va néixer a la ciutat de Valparaíso i va créixer a Viña del Mar. Quan era jove va treballar a la botiga de VHS de la seva mare. Estudià periodisme a la Universitat de Playa Ancha i va continuar la seva carrera en la Pontifícia Universitat Catòlica de Xile, participant posteriorment d'un programa d'intercanvi amb la Universitat de Texas a Austin. Va ser editor del suplement Zona de Contacto del diari El Mercurio, i va treballar com a crític de cinema en el diari La Tercera, en la revista Mabuse i en el seu blog Analízame. A més, es va exercir com a programador del Festival Internacional de Cinema de Valdivia i director del Festival Internacional de Documentals de Santiago (FIDOCS).
Maza va escriure al costat de Luis Ponce la pel·lícula XS, la peor talla (2003), basada en el conte Invictos de Sergio Gómez i dirigida per Jorge López Sotomayor. L'obra, que va ser creada originalment com un telefilme per a un cicle denominat Cuentos chilenos de TVN, compuesta por adaptaciones de diferentes relatos, composta per adaptacions de diferents relats, es va estrenar també en cinemes i va ser protagonitzada per Benjamín Vicuña, María Elena Swett i Gonzalo Valenzuela.
A televisió, va treballar com a guionista de les sèries Mujer rompe el silencio de Mega i Mira tú de TVN. També va ser guionista en les adaptacions xilenes de dues sèries de televisió estrangeres: Casado con hijos, basada en l'estatunidenca Married... with Children, i La ofis, basada en la britànica The Office.
La seva primera col·laboració amb el director Sebastián Lelio va ser en la pel·lícula Navidad (2009), on ambdós coescriviren el guió. Protagonitzada per Manuela Martelli, Diego Ruiz i Alicia Rodríguez, la cinta va ser estrenada en la Quinzena de Realitzadors del Festival de Canes. El seu següent llargmetratge va ser El año del tigre (2011), també dirigit per Lelio, la història del qual està ambientada entorn del terratrèmol de Xile de 2010. L'obra va obtenir el Premi del Jurat en el Festival Internacional de Cinema de Locarno. Gloria (2013), la seva tercera col·laboració, és protagonitzada per Paulina García, qui interpreta a una dona de més de 60 anys que cerca noves oportunitats en la vida. L'actriu va guanyar el premi Os de Plata a la millor interpretació femenina al Festival Internacional de Cinema de Berlín. Alhora, el guió de Maza i Lelio va ser guardonat als premis Platino i Pedro Sienna.
Va ser un dels guionistes de la minisèrie Bala loca, creada per Marcos de Aguirre i David Miranda i estrenada en 2016 per Chilevisión. Aquest any es va mudar al el Regne Unit per a estudiar un màster en guió en la Escola de Cinema de Londres.
En 2017 es va estrenar Una mujer fantástica, pel·lícula dirigida per Lelio i coescrita al costat de Maza. El llargmetratge, protagonitzat per Daniela Vega, Francisco Reyes, Aline Kuppenheim i Luis Gnecco, gira entorn d'una dona transgènere que ha de bregar amb la mort de la seva parella. Va ser estrenada en el Festival Internacional de Cinema de Berlín, on Maza i Lelio van rebre l'Os de Plata al millor guió. El treball de tots dos també va ser reconegut en els premis Platino, on a més de guanyar la categoria de millor guió la cinta va rebre altres quatre premis, inclòs el de millor pel·lícula iberoamericana. L'obra va guanyar un premio Oscar en la categoria de millor pel·lícula internacional, sent el primer llargmetratge xilè a obtenir aquest guardó. A mitjan 2018, Maza va ser convidat a formar part de la Acadèmia d'Arts i Ciències Cinematogràfiques.
Abans de viatjar al Regne Unit va escriure i va filmar la seva primera pel·lícula com a director, Ella es Cristina, titulada anteriorment Todo puede ser i Todo lo que quieras. La història, protagonitzada per Mariana Derderián i Paloma Salas, gira entorn de dues amigues treintañeras i els conflictes personals de cadascuna. Va ser exhibida per primera vegada en el Festival Internacional de Cinema de Valdivia de 2017, dins de la secció Cinema Xilè del Futur, que mostra projectes en vies de finalització. La seva estrena oficial en cinemes va ser el 13 de juny de 2019. L'obra també va ser part del Festival Internacional de Cinema de Miami, on Maza va rebre el premi Jordan Ressler a la millor opera prima.

## Vida personal
Està casat amb la documentalista Carmen Luz Parot, amb qui té un fill.

## Filmografia
Com a guionista
- Ella es Cristina (2019)
- Una mujer fantástica (2017)
- Gloria (2013)
- El año del tigre (2011)
- Navidad (2009)
- XS, la peor talla (2003)

Com a director
- Ella es Cristina (2019)

## P Premis
| Any  | Premi                                      | Categoria                                    | Pel·lícula           | Resultat  |
| ---- | ------------------------------------------ | -------------------------------------------- | -------------------- | --------- |
| 2020 | Festival Internacional de Cinema de Miami  | Premi Jordan Ressler a la millor opera prima | Ella es Cristina     | Guanyador |
| 2018 | Premis Platino                             | Millor guió                                  | Una mujer fantástica | Guanyador |
| 2017 | Festival Internacional de Cinema de Berlín | Os de Plata al millor guió                   | Una mujer fantástica | Guanyador |
| 2014 | Premis Platino                             | Millor guió                                  | Gloria               | Guanyador |